# Grafilogika

Egy grafilogika feladvány megoldása

A grafilogika egy logikai rejtvényfajta, amely egy japán dizájner, Non Ishida ötletei nyomán alakult ki. 1987-ben azzal az ötletével nyert meg egy grafikai versenyt, hogy egy felhőkarcoló bizonyos ablakait kivilágított, másokat pedig elsötétített, így távolról nézve az épületet, egy kép rajzolódott ki. Ezen ötletén alapul a később grafilogikának nevezett rejtvény is. 1990-ben James Dalgety adta ennek a játéknak a Nonogram nevet, amely Magyarországon grafilogikaként vált ismertté.

## Más elnevezések
A grafilogika-rejtvényeket különböző országokban különböző néven ismerik. Paint by Numbers, Griddlers, Pic-a-Pix, Picross, Pixel Puzzles, Crucipixel, Edel, FigurePic, Hanjie, Illust-Logic, Japanese Crosswords, Japanese Puzzles, Kare Karala!, Logic Art, Logic Square, Logicolor, Logik-Puzzles, Logimage, Nonogram, Obrazki logiczne, Zakódované obrázky, Maľované krížovky, Oekaki Logic, Oekaki-Mate, Paint Logic, Shchor Uftor és Tsunami.

## Története
- 1987-ben Non Ishida japán tervező egy felhőkarcoló ablakait kivilágítva és elsötétítve képeket formált, ezzel egy időben Tetsuya Nishido hasonló elven működő rejtvényt fejlesztett.
- 1988-ban Non Ishida kiadott három ilyen képrácsrejtvényt Japánban, amit akkor Window Art Puzzlesnak nevezett el.
- 1990-ben James Dalgety Non Ishida nevéből kiindulva a Nonogram nevet adta a játéknak, és ekkor kezdte el a The Sunday Telegraph megjelentetni ezeket a rejtvényeket.
- 1993-ban megjelent az első könyv a témában, a Book of Nonograms, amelyet Non Ishida írt. Ekkor már többek között Svédországban, az Egyesült Államokban és Dél-Afrikában is ismert volt a játék.
- 1995-ben a grafilogika megjelent különböző játékkonzolra, például a Game Boyra is. A növekvő népszerűség hatására Japánban egyre többen kezdtek új feladványokat gyártani, és ekkor már önálló havilapok is jelennek meg.

Mára már sok országban jelenik meg ilyen folyóirat, többek között az USA-ban, Angliában, Németországban, Hollandiában, Olaszországban, Magyarországon és Finnországban.

## Megoldási technikák
A rejtvény egy téglalap alakú négyzetrácsos hálóból áll, amelynek az egyik vízszintes és az egyik függőleges oldala mellett számok állnak, amelyek azt jelzik, hogy az adott sorban vagy oszlopban mekkora méretű sötét blokkok követik egymást. Minden beszínezett blokkot tetszőleges számú (legalább egy) üres hely választ el egymástól. A játék célja, hogy minden négyzetrácsról eldöntsük, be van-e színezve vagy nem.

### Átfedések megkeresése
A rejtvény megkezdésekor csak ez a módszer használható. Ha egy sor (oszlop) elején egy szám áll, és ez a szám nagyobb, mint a hálózat szélességének (magasságának) fele, akkor átfedés keletkezik. Ezen a példán a két alsó sorban 9 és 12 egység hosszú sötét blokk van, amelyek hosszabbak, mint a hálózat szélességének a fele. Az átfedő négyzeteket tehát be lehet színezni, mivel ezek biztosan része lesznek a képnek, függetlenül attól, hogy hol kezdődnek ezek a blokkok.
Akkor is keletkezhetnek átfedések, ha több szám áll a sor (oszlop) elején. Hogy ezeket megtaláljuk, el kell képzelni a két szélsőséges helyzetet, azaz azt az esetet, amikor a blokkok a bal oldalon, illetve amikor a jobb oldalon vannak. Minden átfedés azonban nem érvényes ebben a helyzetben, csak akkor számíthat, ha ugyanazon blokkon belül van. Például egy 3 3-as páros egy tízes blokkon belül nem képez átfedést, noha látszólag létrejön 2. Ez azonban nem érvényes, mivel két különböző blokk találkozásánál jön csak létre (könnyű ellenőrizni ezt, képzeljük csak el a lehetséges variációkat).

### Blokkok megtalálása a falaktól kezdve
Az átfedések megkeresését követően a falaktól kezdve lehetőségünk van nagyobb blokkok felfedezésére, amennyiben a háló széleihez közel vannak már beszínezve blokkjaink. Ha közvetlenül a háló legszélső soraiban vannak már beszínezve blokkok, akkor az jó alap a további lépésekre. Ugyanis az itt beszínezett négyzet lesz a kezdő pontja az ellenkező irányú sor/oszlop legszélső blokkjának. Így a fenti példánál maradva, a 10. sorban megtaláltuk a 9-es blokk átfedését. Ez a három négyzet a 7., 8. és 9. oszlopban az utolsó blokkok (ugyanilyen sorrendben 4, 3, 3) végpontjai lesznek. Ezzel ezeket a blokkokat megtaláltuk, ki lehet színezni őket.

### Kizárások és üres helyekkel való operálás
Jó megoldás a kizárásos módszer is. Azaz nem a beszínezett blokkokat keressük meg elsőként, hanem azokat a négyzeteket, amelyek biztosan nem lesznek feketék. Tekintsük meg a fenti példánál a második oszlopot. Itt egy darab fekete négyzetet találtunk, a nyolcadik sorban. Mivel az egész oszlopban egy darab négyes blokk szerepel, így a nyolcadik sorban levő pont biztosan annak része lesz. Természetesen azt még nem tudjuk, hogy ez a pont a négyes blokk kezdő- vagy végpontja lesz. Ha ez a pont a négyes végpontja lesz, akkor fölötte még három négyzet lesz beszínezve. Éppen ezért az oszlop első négy pontját kihúzhatjuk, ezekbe biztosan nem fog négyzet kerülni. A négyes kezdőpontja azonban biztosan nem lehet, alatta már csak két üres blokk van. Ezért ha a háló aljától kezdődik a négyesünk, akkor az oszlop hetedik sorában is feketének kell lennie a négyzetnek.
Amennyiben egy üres négyzetet találtunk, vizsgáljuk annak elhelyezkedését a háló széleitől. Ha a beszínezendő blokkok nagyobbak, mint az üres négyzet és a lap szélétől levő távolság, akkor oda biztosan nem fér be, tehát ki lehet húzni a távolságot. Ezzel további üres blokkokat találhatunk.

### Próbálkozásos módszer
Amennyiben végleg elakadtunk, úgy a próbálkozásos módszer lehet még segítségünkre. Bármelyik sarokból elindulva el kell kezdeni berajzolni a számsor legszélső elemeit, mintha ott (a legelső kockában) kezdődne az adott blokk. Továbbrajzolva a rejtvényt, a megfelelő kapcsolódó blokkokat is be kell rajzolni. Ha már az elején nyilvánvaló hibára futunk, akkor biztosan tudjuk állítani, hogy az adott sarokban nem lesz fekete blokkunk. Így egy X-szel jelölhetjük, hogy az üres négyzet lesz. Tovább haladva ezzel a módszerrel eljuthatunk egy olyan állapotba, ahol már a fenti megoldások valamelyike működni fog.

### Konzisztens jelölések és a játék befejezése
A játék megfejtése során fontos, hogy végig egységesen jelöljük az üres négyzeteket is. Ezeket legegyszerűbben egy X-szel tudjuk jelölni az adott négyzetben. Az üres négyzetekre azért van szükség, hogy jól be tudjuk azonosítani később is azokat a pontokat, ahova nem kerül fekete blokk. Ez a játék előrehaladtával igencsak nagy segítségnek számít! Ahogy a játék vége fele haladunk, konzisztensen jelöljük a már véglegesített, teljes blokkokat a számozásnál is, adott számok kihúzásával. Az egyik leggyakoribb hibaforrás, hogy elfelejtjük kihúzni a már beszínezett blokkot, és ismét berajzoljuk. Ezáltal biztosan nem fog helyesen kijönni a végeredmény, ami számos bosszús percet okozhat nekünk a hibák megkeresésével.

## További változatok a játékban

### Digitális formátumok
A grafilogikának mára számos módosult változata érhető el. Jellemzően ma már háttérbe szorultak a papír alapú rejtvények, helyettük a digitális formátumú, online alapon fejthető rejtvények jelentek meg. Ezek közül elérhetőek a böngészőben futtatható rejtvényfejtő weboldalak, de okoseszközökre (okostelefon, tablet) is elérhetőek natív alkalmazás formájában, melyek letölthetőek a jól ismert alkalmazás-áruházakból. A legtöbb alkalmazás freemium modellben működik, azaz ingyenes próbalehetőséget ad, majd némi fizetés után hozzáférést kapunk a teljes rejtvényadatbázishoz. Az okostelefon-alkalmazások mára nagyon felhasználóbaráttá váltak, így ezek használata egyszerű.

### Színes grafilogika
A jól megszokott fekete-fehér rejtvények mellett megjelentek a színes változatok is. Ebben az esetben a helyes megfejtéshez többféle színre lesz szükségünk, amely végül egy színes ábrát fog kiadni. A színek sorrendjét és felhasználását a bal, illetve a felső sorokban levő számok és azok színe adja meg. A feladvány megfejtésekor figyelembe kell venni, hogy a színes blokkok között nem biztos, hogy van üres kocka. A fekete-fehér rejtvényekkel ellentétben itt összeérhetnek a (színes) blokkok. Ettől nehezebbé válik a fejtés, azonban sokkal nagyobb kihívást is jelent egyben.